# Hans Albers
Hans Philipp August Albers (22. září 1891 Hamburk – 24. července 1960 Starnberg) byl německý herec a zpěvák. Byl největší mužskou filmovou hvězdou v Německu mezi lety 1930 a 1960 a jako "der bonde Hans" jedním z nejpopulárnějších německých herců 20. století.

## Život

### Dětství a mládí

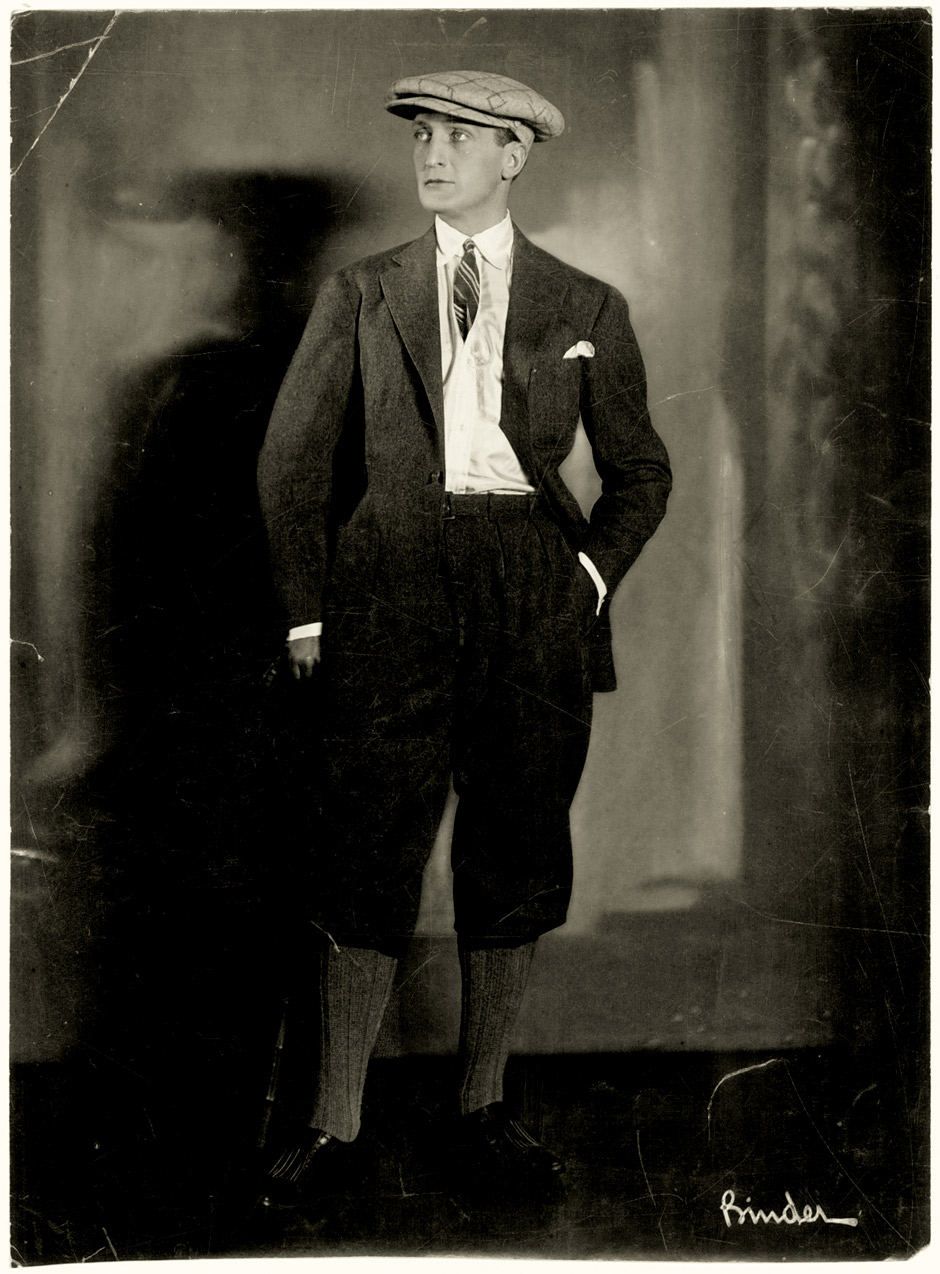
Hans Albers v roce 1922

Hans Albers se narodil v Hamburku jako nejmladší z šesti dětí řezníka Philippa Alberse (zvaného „Schöner Wilhelm“) a jeho manželky Johanny Dorothey, rozené Rathjenové, a dětství prožíval ve zdejší čtvrti St. Georg. Ze střední školy byl vyloučen pro fyzický konflikt s učitelem (obrana vůči fyzickému trestu). Uznání se mu dostalo jako nadšenému mladému sportovci v plaveckém klubu Alster. Poté nastoupil do učení jako obchodník a pracoval pro firmu obchodující s hedvábím ve Frankfurtu nad Mohanem.
Svou divadelní kariéru zahájil v tamním Novém divadle. Bez otcova vědomí, ale s tajnou finanční podporou matky navštěvoval soukromé hodiny herectví. V sezóně 1912/13 debutoval rolí mladého milence, pomocného učitele Stögera v Městském divadle v Güstrow.
Za první světové války v roce 1915 byl povolán do armády a jako voják 31. záložního pěšího pluku byl vážně zraněn na západní frontě. Byl převezen do nemocnice ve Wiesbadenu, kde mu byla postřelená noha vyléčena. Podle vlastních slov se hrozbě amputace vehementně bránil. Po propuštění se objevil ve fraškách, komediích a operetách v tamním Residenztheater.

### Po první světové válce

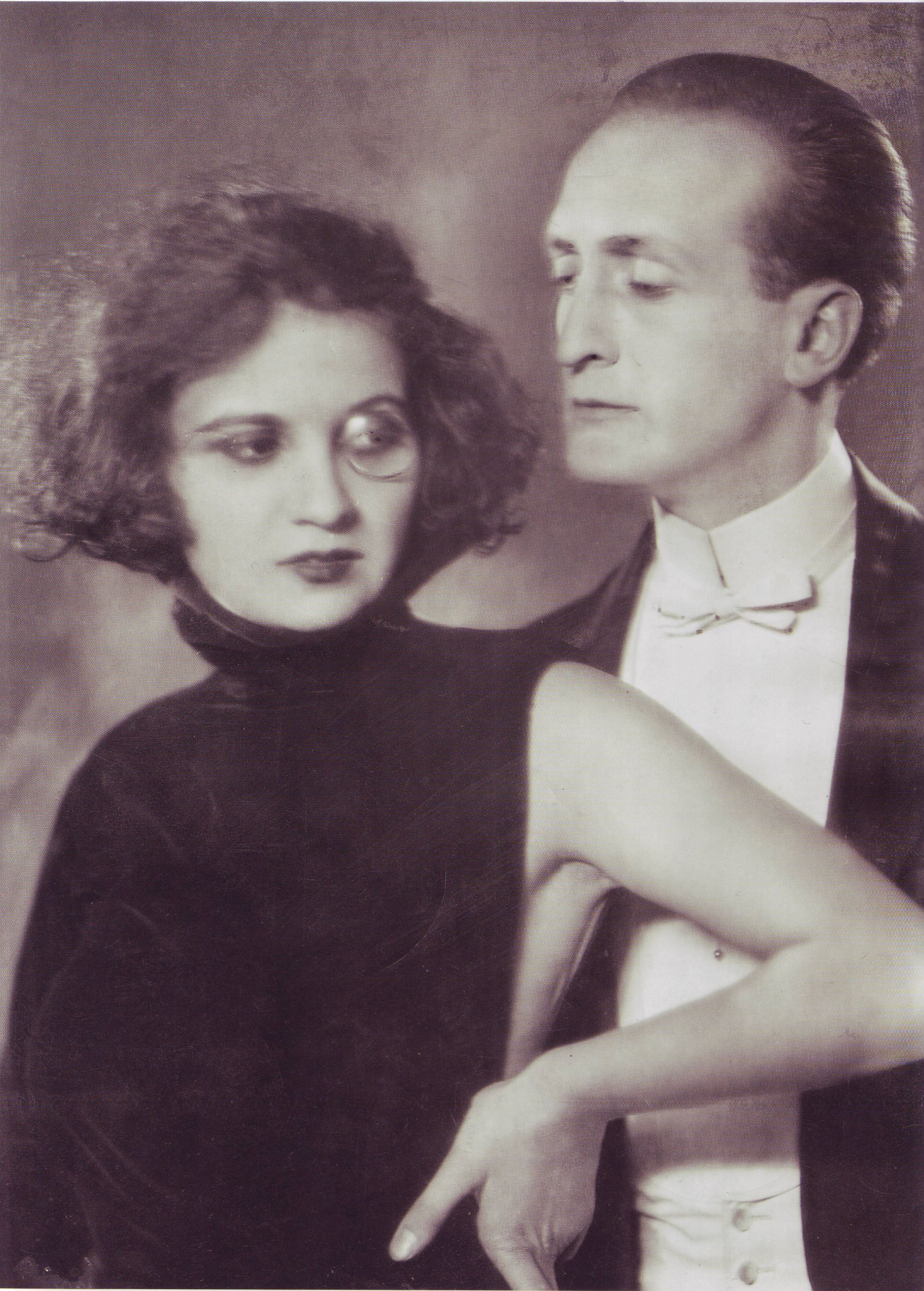
S tanečnicí Jenny Steinerovou (1924)

Od roku 1917 žil Albers v Berlíně. Po první světové válce hrál především komické role v operetách a komediích v různých berlínských divadlech a v Komische Oper. Od poloviny 20. let se prosadil zejména svým zpěvem a akrobacií jako přední herec v revue Rudolfa Nelsona. Jeho prvním velkým úspěchem v mluveném divadle byla role číšníka Gustava Tunichtguta ve hře Ferdinanda Brucknera Zločinci (Die Verbrecher) v roce 1928.
V roce 1920 se Albers setkal se svou budoucí partnerkou, herečkou Hansi Burgovou, dcerou svého mentora Eugena Burga. Kolem roku 1925 Albers s Hansi Burgovou žili na různých adresách v berlínské čtvrti Charlottenburg, později si pronajali vilu Oeding ve čtvrti Kladow u Wannsee na řece Havole jako víkendový dům.
Po více než stovce rolí v němém filmu si Albers zahrál v roce 1929 v prvním německém zvukovém filmu Noc patří nám (Die Nacht gehört uns) a krátce poté po boku Marlene Dietrichové a Emila Janningse ve filmu Modrý anděl (Der blaue Engel). Role výtvarníka Mazeppy v tomto filmu byla jeho jedinou vedlejší rolí po uvedení zvukových filmů. Emil Jannings, pozdější předseda dozorčí rady Tobis Tonbild Syndicate, však zajistil, že zásadní scény s Albersem byly z hotové verze vystřiženy.
V roce 1930 natočil v režii pozdějšího prezidenta Říšské filmové komory Carla Froelicha krimi-komedii podle předlohy židovského spisovatele Ludwiga Wolffa Hans na každém rohu (Hans in allen Gassen) a po boku Charlotte Susy se proslavil ve filmu Stíny londýnských nocí (Der Greifer, doslova Lupič). V posledních letech Výmarské republiky byl Hans Albers vedle velmi úspěšných filmů s Heinzem Rühmannem jako Bomby nad Monte Carlem (Bomben auf Monte Carlo, 1931) a Sherlock Holmes (Der Mann, der Sherlock Holmes war, 1937) nebo s Paulem Hartmannem v L. P. 1 neodpovídá (F.P.1 antwortet nicht, 1932) k vidění i ve velkých divadelních rolích, například spolu s rakouským židovským hercem Fritzem Kortnerem v Rivalech (Rivalen) Carla Zuckmayera nebo ve hře Liliom od maďarského židovského dramatika Ference Molnára. Tato hra se od svého prvního představení 7. ledna 1931 na Volksbühne Berlin stala jeho nejprestižnější rolí, kterou hrál až do zákazu hry nacistickým režimem (protože Molnár byl Žid) a pak znovu po druhé světové válce (dohromady více než 1800x); zde zpíval píseň vyvolavače na kolotoči Pojď na houpačku, Luiso (Komm auf die Schaukel, Luise). Mnoho Albersových písní z jeho filmů se stalo obrovskými hity a některé z nich jsou populární dodnes (např. duet z filmu Sherlock Holmes Jawoll, meine Herr'n).

## 30. léta a druhá světová válka
Když nacisté přišli k moci v roce 1933, Albers a jeho židovská přítelkyně Hansi Burg se přestěhovali do Garatshausenu u Starnberského jezera v Bavorsku. V roce 1934 se vzali a filmová společnost UFA s ním zrušila smlouvu. Po nějaké době Albers ovšem podlehl nátlaku a oficiálně oznámil své odloučení od Hansi Burgové v dopise z 15. října 1935 Josephu Goebbelsovi. I když Albers veřejně nepodporoval nacistický režim, dokonce odmítl z Goebbelsových rukou převzít cenu, stal se nejpopulárnějším hercem 30. i 40. let. Herec se nicméně vyhýbal veřejnému životu. Důsledkem jeho popularity byla tichá tolerance jeho manželského svazku. Nakonec ale Albers pod tlakem ustoupil a Hansi Burg odcestovala do Švýcarska a poté v roce 1939 do Spojeného království. Tajně zůstali párem a Albers ženě dokonce dokázal posílat finanční podporu. Po válce se znovu shledali, když se vrátila do Německa v britské uniformě.
V roce 1939, když začala válka, byl dokončen projekt Wasser für Canitoga: nesmírně drahý dobrodružný film, který přinesl skutečný hit Goodbye Johnny. V roce 1943 byl Albers zaplacen obrovskou částkou peněz za to, že hrál titulní roli ve velkorozpočtovém výročním filmu UFA Dobrodružství barona Prášila (Münchhausen), ale byl opatrný, aby nevyvolal dojem, že podporuje nacistický režim, což se od něj nikdy nevyžadovalo. Ve stejném roce hrál v dalším klasickém německém filmu La Paloma (Große Freiheit Nr. 7) s herečkou Ilsou Wernererovou. Film se začal natáčet v Hamburku a v Berlíně, ale po spojeneckém bombardování se štáb přemístil do Prahy, kde byly postaveny kulisy hamburského bulváru Reeperbahn. Nakonec se znovu točilo v Hamburku. V žádném záběru neobjevily rozbombardované domy ani vlajky s hákovými kříži, kvůli natáčení všechny lodě v přístavu vyvěsily vlajku města Hamburku. Plachetnice Padua pro venkovní scény filmu přežila pod ruskou vlajkou do dnešních dnů, když byla vydána Sovětskému svazu jako válečná reparace v roce 1946 a přejmenována na Kruzenštern (podle ruského admirála, který jako první Rus obeplul zeměkouli). Film byl pro svou temnou náladu veřejně uveden až po skončení války - kromě premiéry a dalších projekcí v Praze. Německá premiéra v září 1945 v Berlíně byla první filmovou premiérou po druhé světové válce.
Krátce před koncem války se začal natáčet film Šiva a šibeniční kvítek (Shiva und die Galgenblume), barevný kriminální film, který již nebylo možné dokončit. Natáčelo se v Praze pod vedením Hanse Steinhoffa s českými spolupracovníky, kameramanem Jaroslavem Tuzarem, zvukař Antonínem Rambouskem a dalšími. Povstání a postup Rudé armády vedly ke zrušení natáčení a útěku štábu a herců na západ.

## Po druhé světové válce
Po druhé světové válce se Albers díky svému vztahu s Hansi Burg vyhnul finanční nouzi a profesnímu zákazu, kterému čelilo mnoho německých herců té doby. Přesto byli němečtí herci okupační vládou považováni za nežádoucí, chtěla propagovat své vlastní hvězdy. To způsobilo hlavní přerušení Albersovy kariéry. Nakonec začal hrát respektované moudré postavy a opět si užíval veřejné uznání, byť slávy z 30. let a začátku 40. let již nedosáhl.
Na počátku 50. let už se začal projevovat jeho věk, zhoršený jeho rostoucím alkoholismem. Přesto zůstal aktivním filmovým hercem až do smrti. Vrcholem jeho filmové tvorby v 50. letech byla literární adaptace Před západem slunce (Vor Sonnenuntergang) podle Gerharta Hauptmanna, natočená v roce 1956 s Annemarie Düringer a Clausem Biederstaedtem po jeho boku. Následovaly filmy jako Velký Bomberg (Der tolle Bomberg, 1957) nebo Srdce St. Pauli (Das Herz von St. Pauli, 1957).

## Smrt

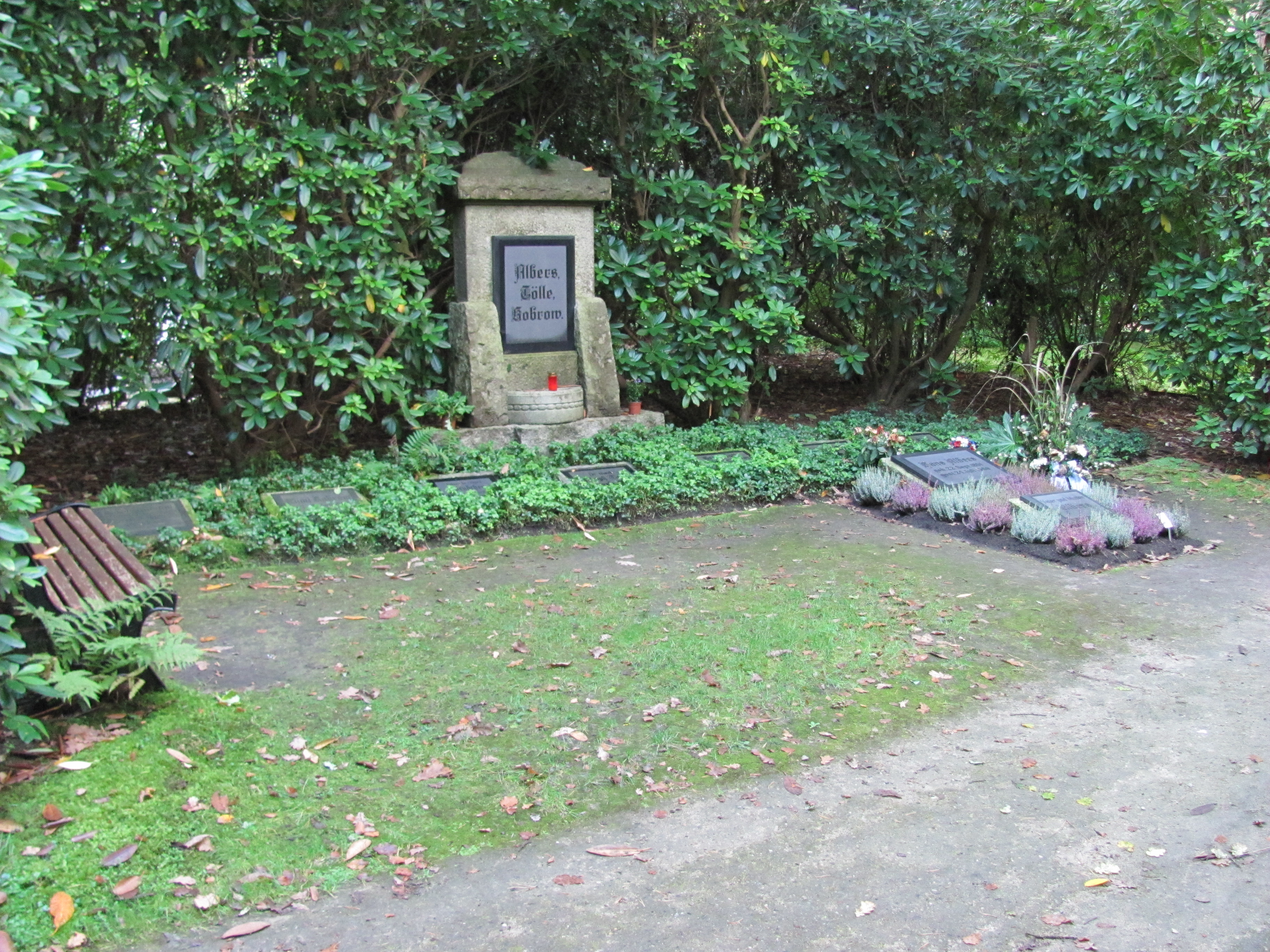
Albersův hrob

Hans Albers zkolaboval během muzikálového představení Katharina Knie s masivním vnitřním krvácením a tři měsíce poté, 24. července 1960, zemřel v sanatoriu v Kempfenhausenu u Starnberskho jezera ve věku 68 let. Byl zpopelněn a následně pohřben v rodném Hamburku, na hřbitově Ohlsdorf.

## Odkaz

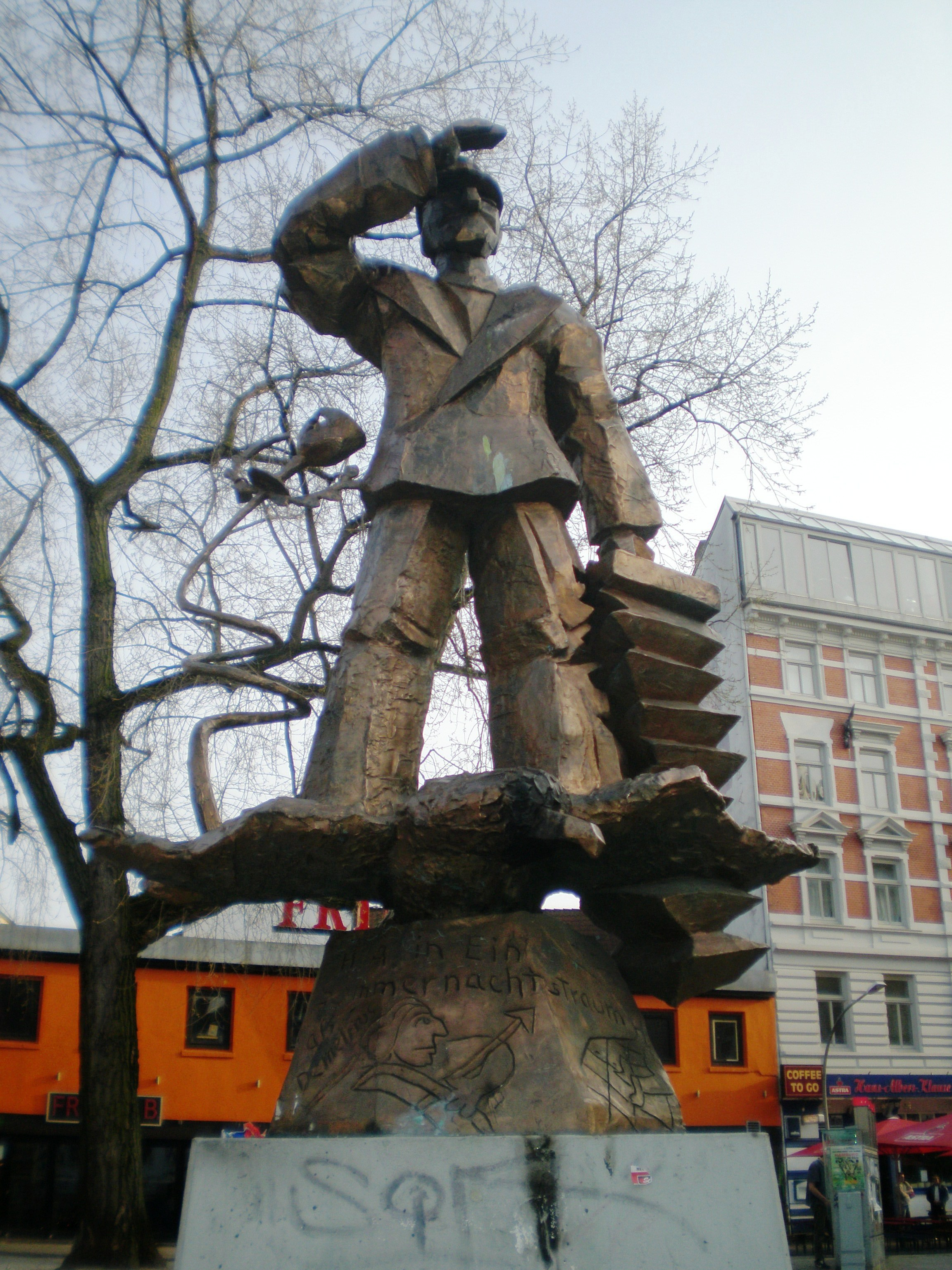
Socha na náměstí Hanse Alberse v Hamburku

Albersovo jméno je spojeno s jeho rodným městem Hamburkem, zejména s čtvrtí St. Pauli, kde je na jeho počest pojmenováno náměstí Hans-Albers-Platz. Dnes je pravděpodobně známější svou hudbou než filmy; mnoho jeho písní je stále známých mezi mladými Němci i dnes. Hranice Německa překračuje obraz staršího muže v čepici námořníka a pláštěnce, který hraje na akordeon a zpívá. Jako příklad lze uvést, že McDonald's použil takový obraz v americké televizní reklamní kampani v roce 1986. Albers ve skutečnosti neměl s životem na moři žádné zkušenosti, ty se omezily na jednodenní výlet na Helgoland.
Mnoho Albersových písní byly humorné příběhy opilých, sukničkářských námořníků na dovolené, s dvojsmysly jako "Poprvé to bolí, ale časem si zvykneš" ve vztahu k dívce, která se poprvé zamiluje. Albersovy písně byly často okořeněny výrazy v dolnoněmčině, kterou se mluví v severním Německu. Jednou z jeho nejznámějších písní je Auf der Reeperbahn nachts um halb eins ("Na Reeperbahn kolem půlnoci"), která se stala jednou z nejznámějších písní o Hamburku a také neoficiální hymnou čtvrti St. Pauli, kde se Reeperbahn nachází. Na Hans-Albers-Platz, jeden blok jižně od Reeperbahn, stojí Albersova socha od německého umělce Jörga Immendorffa.